# Sperata seenghala
Sperata seenghala är en fiskart som först beskrevs av Sykes, 1839.  Sperata seenghala ingår i släktet Sperata och familjen Bagridae. IUCN kategoriserar arten globalt som livskraftig. Inga underarter finns listade i Catalogue of Life.